# 1668 en philosophie
Chronologie de la philosophie
- 1664
- 1665
- 1666
- 1667
- 1668
- 1669
- 1670
- 1671
- 1672

L’année 1668 a été marquée, en philosophie, par les événements suivants :

## Publications
- Comenius : 
  - Via lucis (La voie de la lumière), 1642 et 1668 - opinions sur l'éducation et le système scolaire;
  - Unum necessarium, 1668 - une sorte de testament philosophique.

- Géraud de Cordemoy : 
  - Discours physique de la parole (1668). Texte en ligne;
  - Copie d'une lettre écrite à un sçavant religieux de la Compagnie de Jésus, pour montrer : I, que le système de M. Descartes et son opinion touchant les bestes n'ont rien de dangereux ; II, et que tout ce qu'il en a écrit semble estre tiré du premier chapitre de la Genèse (1668).  Texte en ligne

- John Locke : Anatomica.

- Henry More : Divine Dialogues, containing Disquisitions concerning the Attributes and Providence of God, 1668. Meilleure édition 1713. Nabu Press, 2010, 474 p.

- Gottfried Wilhelm Leibniz :  :
  - Ratio corporis iuris reconcinnandi;
  - Confessio naturæ contra atheistas.

- Thomas Hobbes : Léviathan (1668, en latin) 
  - François Tricaud et Martine Pécharman, Léviathan, traduit du latin et annoté, Paris, Vrin & Dalloz, 2004, 560 p.

## Naissances
- 23 juin à Naples : Giambattista Vico ou Giovan Battista Vico, mort le 23 janvier 1744 à Naples, est un philosophe de la politique, un rhétoricien, un historien et un juriste italien, qui élabora une métaphysique et une philosophie de l'histoire.